# Giuseppe Muzzioli
Giuseppe Muzzioli (Bologna, 14 giugno 1904 – Bologna, 23 luglio 1941) è stato un calciatore italiano, di ruolo attaccante.

## Biografia
Giuseppe "Peppino" Muzzioli, come lui stesso si firmava ed era chiamato confidenzialmente dagli amici e dai compagni di squadra, era uno sportivo famoso e molto amato nella Bologna degli anni Venti del secolo scorso. Si narra fosse cresciuto nel rione del Pratello, una delle zone più popolari della città. Personaggio schietto, buono, semplice, era un grande appassionato di ippica, sport al quale si dedicò una volta abbandonato il calcio giocato, nel 1933. È sepolto alla Certosa di Bologna.

## Caratteristiche tecniche

Muzzioli anticipato dal portiere juventino Gianpiero Combi, nel 1928.

Soprannominato dalla stampa dell'epoca "Teresina", per le sue forme e la sua tendenza a ingrassare, era dotato di uno scatto sbalorditivo, di una velocità sorprendente per un atleta della sua taglia. Non possedeva una grande tecnica di base, ma attaccava sempre, e con la sua velocità metteva in difficoltà qualunque avversario. Possedeva una grande potenza nel piede sinistro, i suoi tiri erano autentiche cannonate.

## Carriera

### Gli inizi nella Virtus Bologna
Cominciò giovanissimo nella Virtus Bologna, nel 1920-1921, assieme ad Alberto Giordani, Giuseppe Martelli e Paulo Innocenti. Con la G.S. Virtus disputò tre campionati, tutti nella massima serie: 1920-1921, 1921-1922, 1922-1923. Furono buone annate, durante le quali Muzzioli mise in evidenza ottime doti di velocista e contropiedista.

### L'epopea nel Bologna

Muzzioli (in alto, secondo da destra) nel Bologna campione d'Italia della stagione 1928-1929

Nell'estate del 1923, Hermann Felsner lo portò al Bologna per fargli disputare le prime amichevoli in maglia rossoblu. Il primo campionato disputato nel Bologna, nel 1923-1924, non fu esaltante: solo 2 presenze e nessuna rete.  Nel campionato successivo, 1924-1925, le cose cambiarono drasticamente e Muzzioli diventò titolare fisso nel ruolo di ala sinistra del Bologna: per lui 23 presenze e 6 gol, nella stagione che vide il Bologna aggiudicarsi il primo scudetto della sua storia. Muzzioli fu titolare inamovibile del club rossoblu fino al 1929-1930, quando il suo posto venne preso da Carlo Reguzzoni, la grande ala mancina proveniente dalla Pro Patria.
Rimase nella rosa della squadra fino al 1932-1933, giusto in tempo per fare parte del Bologna che si aggiudicò il primo alloro europeo vinto da una squadra italiana: la Coppa dell'Europa Centrale del 1932. Con il Bologna vinse due campionati, rendendosi protagonista del "gol non gol" della terza finale contro il Genoa nel 1925, quando un suo tiro accorciò le distanze dopo il doppio vantaggio genoano. Fu decisivo anche nello spareggio della finale scudetto contro il Torino, disputatosi il 7 luglio 1929 a Roma: proprio lui, dopo un'azione di Angelo Schiavio, tirò sotto la traversa da appena fuori area il pallone che trafisse Vincenzo Bosia.

### L'ultimo anno a Padova
Chiuse la carriera nel Padova, con 3 presenze e 1 rete nel campionato 1933-1934.

## Palmarès
- Campionato italiano: 2

Bologna: 1924-1925, 1928-1929
- Coppa dell'Europa Centrale: 1

Bologna: 1932